# Peperomia longepedunculata
Peperomia longepedunculata är en pepparväxtart som beskrevs av Philipp Filip Maximilian Opiz. Peperomia longepedunculata ingår i släktet peperomior, och familjen pepparväxter. Inga underarter finns listade i Catalogue of Life.